# Un, deux, trois silex
Un, deux, trois silex est une émission de télévision française pour la jeunesse diffusée du 29 mars 1998 au 19 novembre 1999 sur France 3.

## Historique
Après deux ans d'absence, les dessins-animés signés Hanna Barbera font leur retour dans cette émission, qui proposera beaucoup de séries déjà vues dans Hanna-Barbera Dingue Dong .
En 1996, Hanna-Barbera Productions est achetée par le groupe Time Warner. France 3 ayant déjà acquis les droits de diffusion du catalogue Warner Bros., la chaîne a désormais accès à Scooby-Doo.
L'émission est présentée par Les Pierrafeu.

## Le concept
Sur le même modèle que Décode pas Bunny ou Télétaz,  la société Kayenta Productions propose à la chaîne une émission mettant en scène Les Pierrafeu pour présenter les dessins animés.

## Séries d'animation
- Les Pierrafeu
- Agence Toutou Risques
- Les Jetson
- Mantalo
- Capitaine Caverne